# Risingson
Risingson – pierwszy singiel brytyjskiej grupy Massive Attack z ich trzeciej płyty Mezzanine. Wydany w 1997 roku utwór okazał się sporym sukcesem i dotarł do 11. miejsca brytyjskiej listy przebojów. W porównaniu do poprzedniej twórczości zespołu, dominujące wydają się sample gitar oraz dźwięki pochodzące z lasu. W nagraniu wykorzystano fragmenty „I Found a Reason” The Velvet Underground.

## Teledysk
Teledysk, wyreżyserowany przez Waltera Sterna, utrzymany jest w charakterystycznym dla grupy, artystycznym stylu. Przedstawia muzyków Massive Attack w zamkniętym domu, w którym dzieją się dziwne, psychodeliczne zjawiska.

## Lista utworów
1. Risingson – 4:59
2. Superpredators (The Mad Professor Remix) – 5:14
3. Risingson (The Underdog Remix) – 6:05
4. Risingson (Otherside) – 5:28